# 上弗雷申山

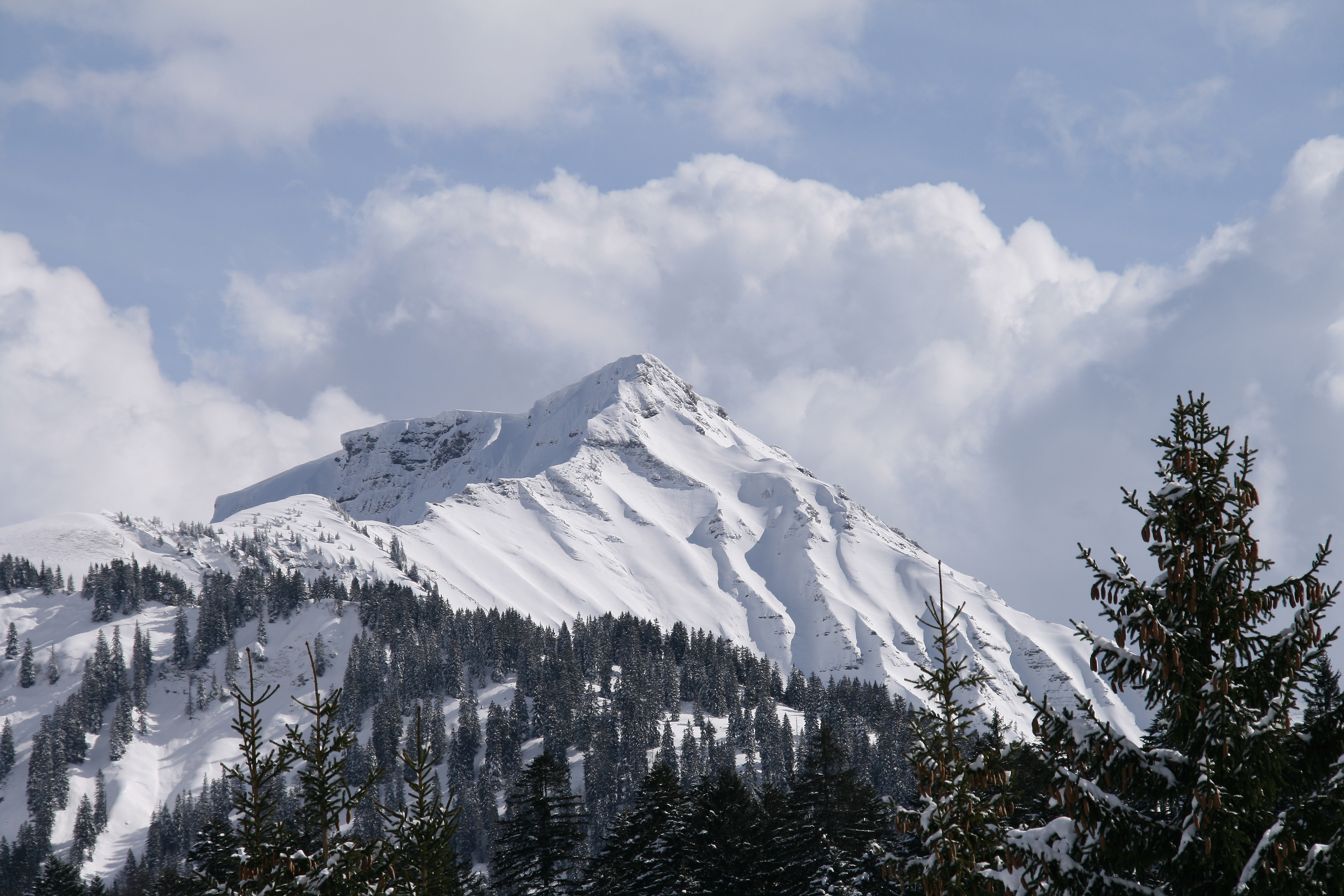

47°18′25″N 9°46′39″E / 47.30694°N 9.77750°E
上弗雷申山（德語：Hoher Freschen），是奧地利的山峰，位於該國西部，由福拉爾貝格州負責管轄，屬於布雷根茨森林山脈的一部分，海拔高度2,004米，每年平均降雨量1,852毫米。